# Masako Yanagi
Masako Yanagi (柳 昌子?, Yanagi Masako; Osaka, 11 novembre 1959) è un'ex tennista giapponese.

## Carriera
Ottiene i risultati migliori in patria, avanza fino alle semifinali al Borden Classic 1984 e due anni dopo al Japan Open Tennis Championships, nei tornei dello Slam raggiunge il terzo turno sulla terra battuta del Roland Garros 1988 dove si è arresa a Gabriela Sabatini.
Ha rappresentato il Giappone durante l'Hopman Cup 1989 in coppia con Shūzō Matsuoka.